# Willy Träder

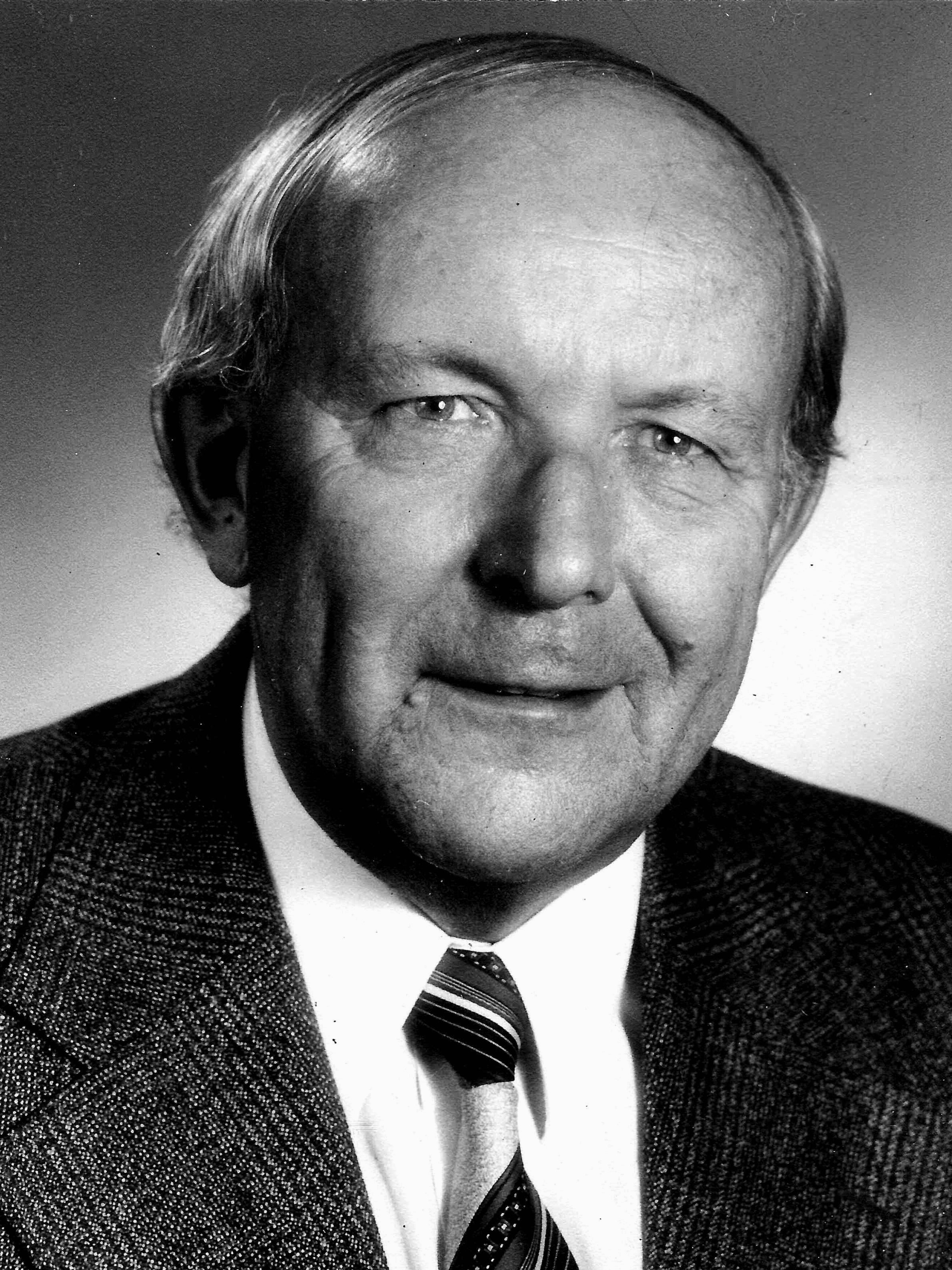
Willi Träder, 1980

Willi Träder (* 24. März 1920 in Berlin; † 12. November 1981 in Hannover) war ein deutscher Musikpädagoge, Dirigent, Chorleiter, Autor und Komponist.

## Leben
In seiner Kindheit verlor Willi Träder bei einem Unfall den linken Unterschenkel – diese Tatsache bewahrte ihn vor dem Militärdienst und der Teilnahme am Zweiten Weltkrieg. Zum 1. September 1938 trat er der NSDAP bei. Von 1939 bis 1942 studierte er in Berlin Schulmusik und Geschichte, zu seinen Lehrern zählte Hans Chemin-Petit. Anschließend war er als Leiter der Rundfunkspielschar beim Reichssender Berlin tätig und wurde Referent für Jugendmusik der Reichsrundfunkgesellschaft. Nach dem Krieg ergänzte Träder seine Ausbildung 1945/46 durch ein Kompositionsstudium bei Paul Höffer. In dieser Zeit fing er als Chorleiter des „Jungen Chors“ (auch: „American Church Youth Choir“) an.
Von 1948 bis 1953 wirkte Träder in Niedersachsen als Lehrer an der Heimvolkshochschule Hustedt bei Celle. Dort gründete er den Hustedter Singkreis, für den er 1949 das „Hustedter Singbuch“ herausgab.

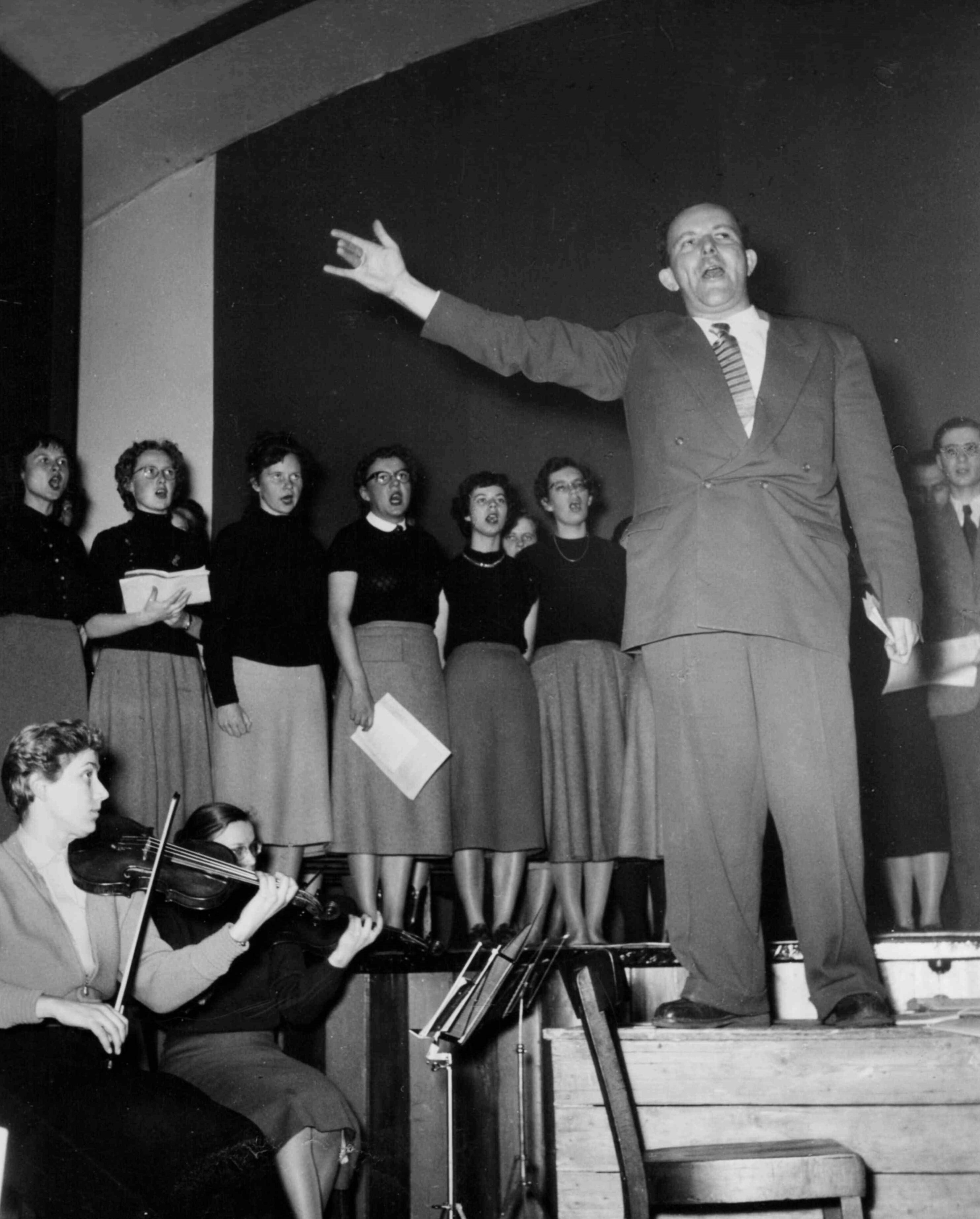
Offenes Singen in Hannover

Seine Kontakte nach Berlin ließ Träder nicht abreißen, und anlässlich eines Lehrgangs im Haus am Rupenhorn in Charlottenburg entstand 1949 der „Rupenhorner Singkreis“ (die „Rupsis“). Im gleichen Jahr gründete Träder auch den „Niedersächsischen Singkreis“ in Hannover (die „Niesis“). Beide Chöre leitete er über mehrere Jahrzehnte, den Niedersächsischen Singkreis sogar über 30 Jahre lang. Die Chorleitertätigkeit an den beiden Orten bedingte ein dauerndes Pendeln zwischen Berlin und Hannover. Gelegentlich wurden beide Chöre auch unter dem Namen „Singkreis Willi Träder“ zu gemeinsamen Aktivitäten (Wettbewerbsteilnahmen, Chorreisen in das Ausland) vereint. Zahlreiche Ur- und Erstaufführungen dokumentieren Träders Interesse für zeitgenössische Chormusik.
In Hannover gründete Träder mit dem Niedersächsischen Singkreis das „Offene Singen“ (1. Offenes Singen 1949), das er mit insgesamt 359 monatlichen Singstunden über mehr als drei Jahrzehnte bis zu seinem Tod fortsetzte. In Berlin führte er ab 1950 entsprechende Veranstaltungen mit dem Rupenhorner Singkreis durch.
In Hannover war Träder 1953 an der Gründung der Jugendmusikschule beteiligt (zusammen mit Ernst-Lothar von Knorr und Heinz Lauenroth), nebenamtlich hatte er bis 1961 deren Leitung inne. Ab 1953 war er als Dozent für Musikpädagogik und Chorleitung an der Akademie für Musik und Theater in Hannover tätig (später Staatliche Hochschule für Musik und Theater). Hier baute er 1956 das „Seminar für Volks- und Jugendmusik“ auf, ein Ausbildungsseminar für Musikschullehrer. 1964 erfolgte die Ernennung zum Professor.
Träders berufliches Engagement ging mit etlichen Verbandsämtern einher: So wurde er 1968 Vorsitzender des Landesverbandes niedersächsischer Musikschulen, 1969 Vorstandsmitglied im Verband deutscher Musikschulen (VdM, Bonn) und 1978 stellvertretender Vorsitzender des Landesmusikrates Niedersachsen (LMR). Er spielte eine wichtige Rolle in der Europäischen Föderation Junger Chöre (EFJC) und war maßgeblich an den Festivals „Europa Cantat“ beteiligt.
Mit seinen Chören unternahm Träder zahlreiche Konzertreisen ins inner- und außereuropäische Ausland (USA, Kanada, Mexiko, Afrika). Erfolgreich nahm er an internationalen Chorwettbewerben teil (Arezzo, Cork). Mit den Chorleiteraktivitäten verbanden sich immer wieder Tätigkeiten beim Rundfunk (Aufnahmen für den NDR, den SFB und den SR) und zahlreiche Schallplattenproduktionen (Camerata [Möseler-Verlag], Musicaphon [Bärenreiter-Verlag] u. a.). Träder komponierte Chorlieder, arrangierte Chorsätze und gab zudem Chormusik heraus. Er verfasste etliche Aufsätze, insbesondere zu Fragen der Musikpädagogik und der Chorleitung.
In einem Nachruf in den „intervallen“ schreibt Paul Wehrle:

„Willi Träder gehörte mit Gottfried Wolters und Hans Grischkat zu jenen wenigen Chorleitern, in deren Arbeit die musikalische Jugendbewegung sich bis in unsere Tage fortgesetzt und auf einem künstlerisch ernst zu nehmenden Niveau etabliert hatte. […] Seine beiden Chöre – der Niedersächsische Singkreis und der Rupenhorner Singkreis – haben eine unglaubliche Menge an Arbeit ganz ohne äußeren Aufwand vorgestellt: die jährlich erscheinende Aufführungsliste zeigte, dass Willi Träder nicht nur einer der begabtesten, sondern auch einer der fleißigsten deutschen Chorleiter war. […] Zu den singulären Aufgaben Willi Träders gehörte auch das Offene Singen, dessen Renaissance nach dem 2. Weltkrieg eng mit seinem Namen verbunden ist. Er hat eine Anzahl junger Chorleiter inspiriert, ihm auf diesem Wege nachzufolgen.“

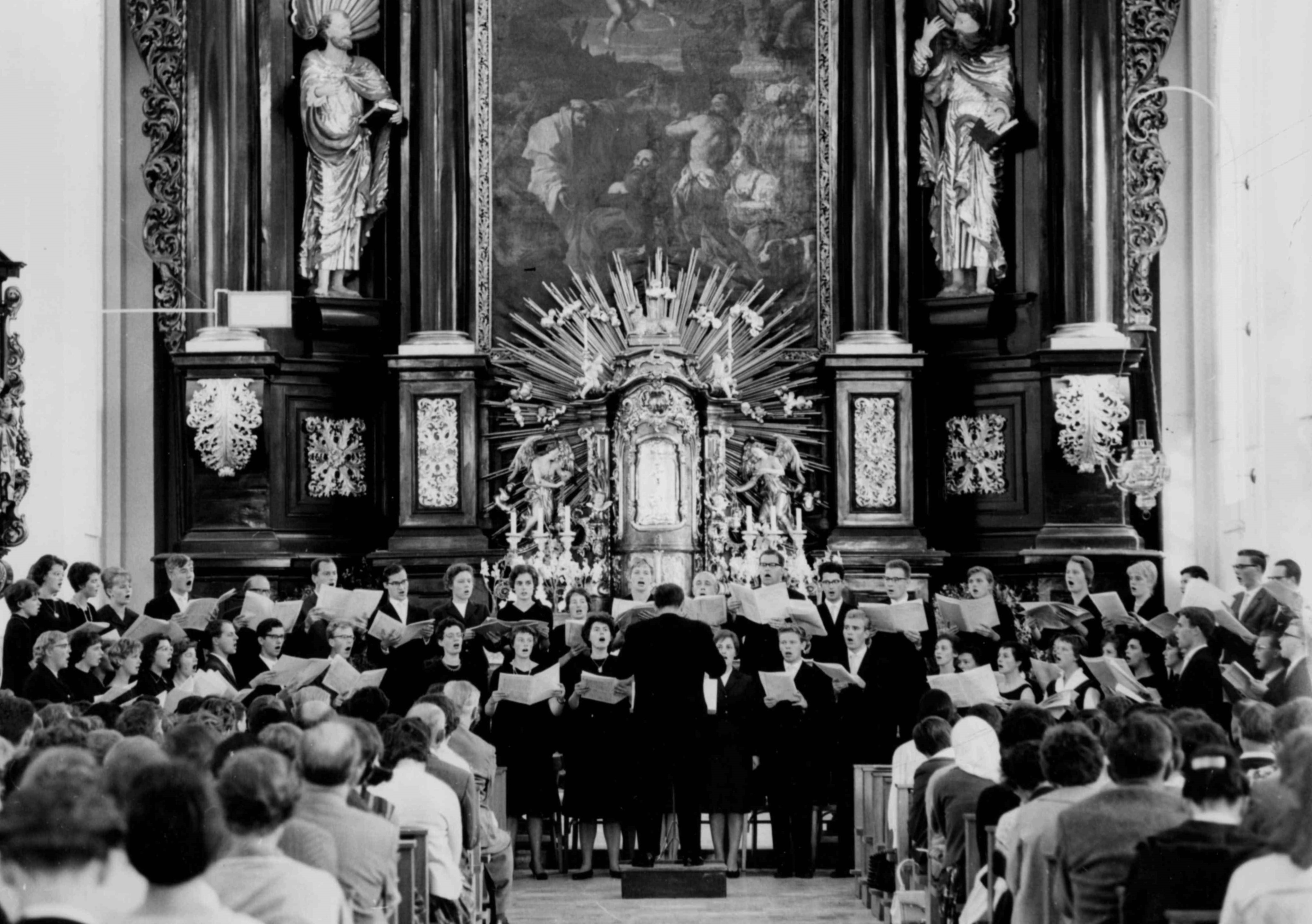
Erstes Chorfest „Europa Cantat“ in Deutschland in Passau, 1961

Lore Auerbach spricht an derselben Stelle Träders Einsatz für das Musikschulwesen an:

„Das dichte Netz von Musikschulen im Land Niedersachsen geht auf Willi Träders beharrliche Initiative und die Modellwirkung der von ihm 1953 in Hannover gegründeten und aufgebauten Musikschule in Hannover zurück. Als Leiter der Ausbildungsstätte für Musikschullehrer in Hannover – viele Jahre eine der beiden einzigen in der Bundesrepublik – sorgte er weit über die Landesgrenzen hinaus für den Ausbau des Musikschulwesens.“

## Auszeichnungen
- 1981: Bundesverdienstkreuz Erster Klasse[4]

## Werke (Auswahl)
- Hans W. Berg, Willi Träder, Diethard Wucher (Hrsg.): Handbuch des Musikschul-Unterrichts. Gustav Bosse Verlag, Regensburg 1979, ISBN 3-7649-2193-5
- Willi Träder: Hustedter Singbuch - Chorbuch für drei Stimmen. Möseler-Verlag, Wolfenbüttel 1950.

- Willi Träder: Über Jahr und Tag – Liedsätze zum Singen und Spielen, Schott-Music-Verlag
- Willi Träder: In Excelsis Deo – vier weihnachtliche Chorsätze, Schott-Music-Verlag
- Hans Sabel u. Willi Träder (Hrsg.): Musik im Leben. Chor- und Instrumentalbuch, Moritz Diesterweg, Frankfurt a. M.
- Hans Sabel u. Willi Träder (Hrsg.): Chorbuch für Volksschulen, Moritz Diesterweg, Frankfurt a. M.
- Chorbuch der Losen Blätter, zusammengestellt aus der Reihe "Lose Blätter" für gemischten Chor, Möseler-Verlag Wolfenbüttel, jetzt bei Schott-Music

## Schallplatteneinspielungen, Rundfunkaufnahmen
Schallplattenproduktionen (Auswahl):
- Chansons und Madrigale der Renaissance. Niedersächsischer Singkreis, Leitung Willi Träder (Camerata CMS 30033 LP, Möseler-Verlag, Wolfenbüttel, 1961)
- Ernst Pepping: Missa Dona Nobis Pacem. Niedersächsischer Singkreis, Rupenhorner Singkreis, Leitung : Willi Träder (Musicaphon, Bärenreiter, Kassel, 1962)
- Es ist für uns eine Zeit angekommen; Rupenhorner Singkreis, Leitung: Willi Träder (Camerata, Möseler-Verlag, Wolfenbüttel, 1963)
- Michael Praetorius: Hosianna Dem Sohne Davids. Niedersächsischer Singkreis, Leitung: Willi Träder (Camerata, Möseler-Verlag, Wolfenbüttel, 1963)
- Die Beste Zeit - Chorlieder von Ernst Pepping und Heinrich Spitta.Niedersächsischer Singkreis, Rupenhorner Singkreis, Leitung: Willi Träder (Camerata 17038 EP, Möseler-Verlag, Wolfenbüttel, 1963)
- Oswald Von Wolkenstein - Mitglieder des Chores der Jugendmusikschule Hannover Leitung: Willi Träder (Archiv-Produktion 13 042, Serie B, 1964)
- Henry Purcell: Geistliche Chöre; Niedersächsischer Singkreis, Leitung Willi Träder (Camerata CMS 30032 LP, Möseler-Verlag, Wolfenbüttel, 1964)
- Johann Hermann Schein: Deutsche Motetten; Niedersächsischer Singkreis, Leitung: Willi Träder (Camerata CM 30032 LP, Möseler-Verlag, Wolfenbüttel, 1964)
- Johann Hermann Schein: Deutsche Motetten 1. Niedersächsischer Singkreis, Leitung: Willi Träder (Camerata CM 17061 EP, Möseler-Verlag, Wolfenbüttel, 1964)
- Johann Hermann Schein: Deutsche Motetten 2. Niedersächsischer Singkreis, Leitung: Willi Träder (Camerata CM 17062 EP, Möseler-Verlag, Wolfenbüttel, 1964)
- Johann Hermann Schein: Deutsche Motetten 3. Niedersächsischer Singkreis, Leitung: Willi Träder (Camerata CM 17063 EP, Möseler-Verlag, Wolfenbüttel, 1964)
- Hans Bergese, Romledom. Niedersächsischer Singkreis Leitung: Willi Träder (Camerata, CM 17058 EP, Möseler-Verlag, Wolfenbüttel, 1964)
- Heimat im Lied – Volkslieder (Kassette mit 12 Platten [17 cm]); Niedersächsischer Singkreis, Rupenhorner Singkreis, Leitung: Willi Träder; (Camerata CM 17071-17082 EP; Möseler-Verlag, Wolfenbüttel, 1964-1966)

1. Von Gold ein Ringelein (CM 17071 EP, 1964)
2. Im ländlichen Jahr (CM 17072 EP, 1964)
3. Durch Feld und Buchenhallen (CM 17073 EP, 1966)
4. Der Tag bricht an (CM 17074 EP, 1965)
5. Komm, Herzensfreud (CM 17075 EP, 1965)
6. Schöne Sommerzeit (CM 17076 EP, 1965)
7. Wer geht mit über See (CM 17077 EP, 1966)
8. Schönster Abendstern (CM 17078 EP, 1966)
9. Gesundheit, Herr Nachbar (CM 17079 EP, 1966)
10. Blaset die Hörner (CM 17080 EP, 1966)
11. Mit Reif und kaltem Schnee (CM 17081 EP, 1964)
12. Freu dich, Erd und Sternenzelt (CM 17082 EP, 1965)

- Heinrich Schütz, Cantiones Sacrae. Niedersächsischer Singkreis, Leitung Willi Träder (Camerata CMS 30008 LPT, Möseler-Verlag, Wolfenbüttel, 1965)
- Flämische, italienische, französische, englische Chansons und Madrigale der Renaissance. Niedersächsischer Singkreis, Leitung: Will Träder (Camerata, CMS 30033 LP, Möseler-Verlag, Wolfenbüttel, 1966)
- Michael Praetorius, Johann Hermann Schein: Christmas Music / Dances From "Terpsichore"/Two Suites From "Banchetto Musicale". Niedersächsischer Singkreis, Hannover; Leitung: Willi Träder (Nonsuch, 1966)
- Renaissance Vocal Music. Niedersächsischer Singkreis Hannover, Conductor Willi Träder (Nonesuch, H-1097, 1966)
- Johannes Brahms: Motetten. Niedersächsischer Singkreis, Leitung Willi Träder (Camerata CMS 30022, Möseler-Verlag, Wolfenbüttel, 1966)
- Wieder einmal ausgeflogen (Chorlieder Von Knab, v. Knorr, Marx, Rein Und Schwarz), Niedersächsischer Singkreis, Leitung: Willi Träder (Camerata CM 17002 EP, Möseler-Verlag, Wolfenbüttel, 1966)
- Heinrich Isaac, Josquin Desprez, Heinrich Isaac: "Missa Carminum", "O Virgo Virginum - Praeter Rerum Seriem". Niedersächsischer Singkreis, Leitung Willi Träder (Camerata CMS 30031, Möseler-Verlag, Wolfenbüttel, 1967)
- Sing we and chant it - Englische Madrigale. Niedersächsischer Singkreis, Leitung Willi Träder (Camerata CD 17003, Möseler-Verlag, Wolfenbüttel, 1967)
- Melchior Franck, Hohelied-Motetten. Niedersächsischer Singkreis, Leitung Willi Träder (Camerata CMS 30029, Möseler-Verlag, Wolfenbüttel, 1967)
- Alfred Koerppen, Invocationen. Niedersächsischer  Singkreis, Leitung Willi Träder (Camerata CMS 30029, Möseler-Verlag, Wolfenbüttel, 1967)
- Gesualdo Da Venosa, Claudio Monteverdi: Madrigale und Kanzonetten. Niedersächsischer Singkreis, Leitung: Willi Träder (Camerata CMS 30031, Möseler-Verlag, Wolfenbüttel, 1968)
- Johann Sebastian Bach: Kantaten BWV 56 und 106. Niedersächsischer Singkreis, Leitung Willi Träder (Camerata CMS 30052 LP, Möseler-Verlag, Wolfenbüttel, 1968)
- Johann Sebastian Bach: Motetten 1-3. Niedersächsischer Singkreis, Leitung Willi Träder (Camerata CMS 30009, Möseler-Verlag, Wolfenbüttel, 1969)
- Johann Sebastian Bach: Motetten 4-6. Niedersächsischer Singkreis, Leitung Willi Träder (Camerata CMS 30009, Möseler-Verlag, Wolfenbüttel, 1969)
- Alte Madrigale und moderne Chormusik. Rupenhorner Singkreis, Leitung Willi Träder (Camerata CMS 30042 LP, Möseler-Verlag, Wolfenbüttel, 1970)
- Michael Praetorius: 1571-1621 – eine Auswahl zum Jubiläumsjahr 1971. Niedersächsischer Singkreis, Leitung Willi Träder (Camerata CMS 30044 LP, Möseler-Verlag,  Wolfenbüttel, 1971)
- Hugo Distler: Möricke-Chorliederbuch op. 19 (Auswahl). Niedersächsischer Singkreis, Leitung: Willi Träder (Musicaphon, Bärenreiter BM 30 St 1333, Kassel, 1971)
- Die Rose Stand Im Tau -Weltliche Chorlieder der Romantik. Niedersächsischer Singkreis, Leitung Willi Träder (Camerata CMS 30044 LP, Möseler-Verlag, Wolfenbüttel, 1971)

Rundfunkaufnahmen:
- Diverse Rundfunkaufnahmen für den NDR (Hannover), für den SFB (Berlin) und den SR (Saarbrücken).